# Uddens fritidsområde
Uddens fritidsområde is een plaats in de gemeente Katrineholm in het landschap Södermanland en de provincie Södermanlands län in Zweden. De plaats heeft 105 inwoners (2005) en een oppervlakte van 54 hectare.